# Camp de La Valbonne
Le camp militaire de La Valbonne est un camp militaire français situé à proximité de La Valbonne (hameau partagé entre les communes de Béligneux et de Balan), dans l'Ain. Le territoire du camp militaire, implanté en 1872, est partagé entre les communes de Balan (423 hectares), Saint-Maurice-de-Gourdans (757 hectares), Béligneux (288 hectares), Pérouges (14 hectares), Saint-Jean-de-Niost (132 hectares) pour un total d'environ 1 600 hectares,.

## Présentation

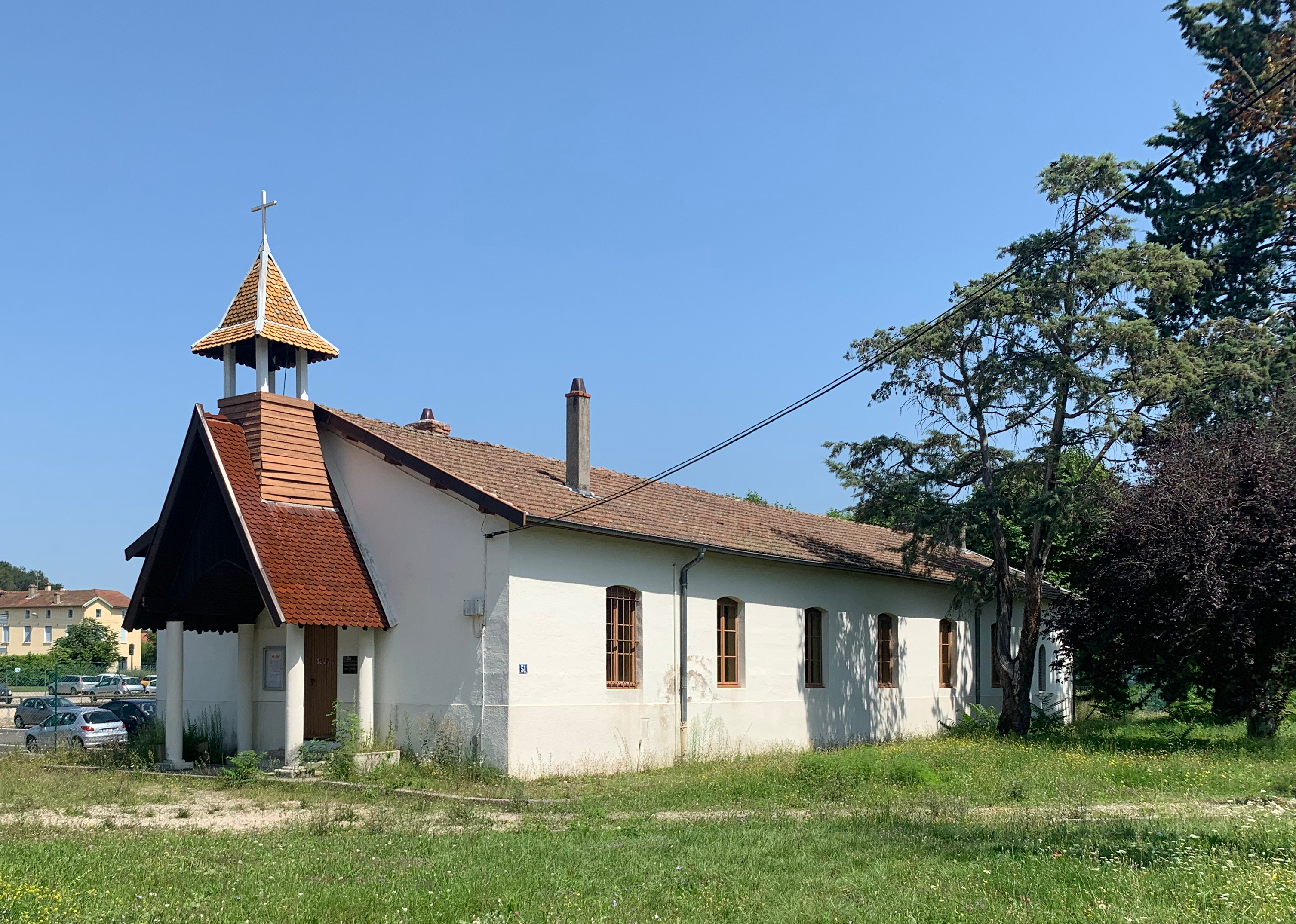
La chapelle militaire de La Valbonne, dédiée à Jean-Paul II.

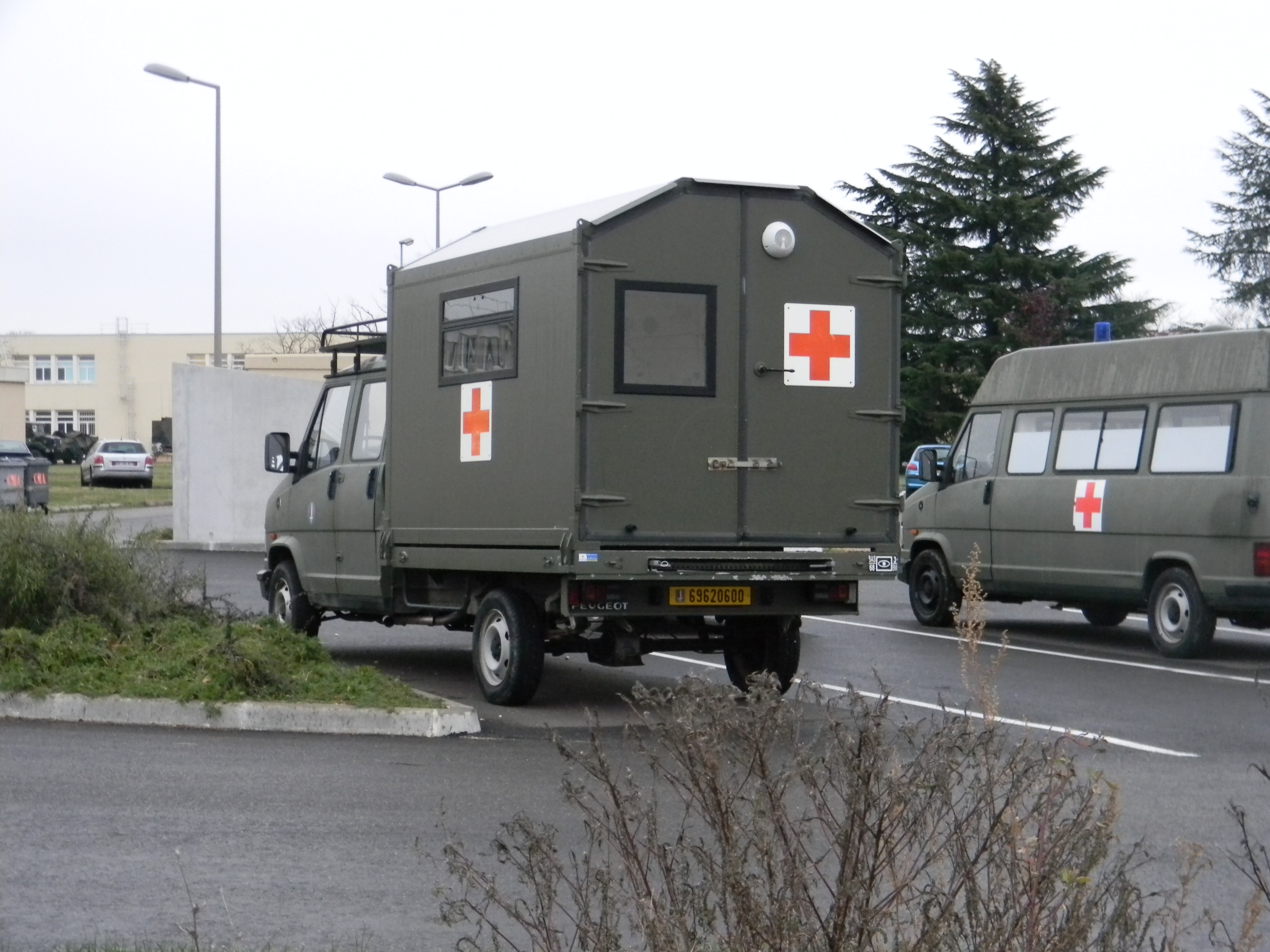
Camionnette militaire de secours du 68e régiment d'artillerie, au camp de La Valbonne.

Le camp accueille en particulier le 68e régiment d'artillerie d'Afrique (68e RAA) doté de 16 CAESAR et de 16 mortiers de 120 mm. Il accueillait également jusqu'au 4 juillet 2011, le 3e régiment médical. Depuis cette date, le camp accueille le Régiment médical, né de la fusion des 1er et 3e Régiments médicaux, respectivement de Metz et La Valbonne, ainsi que le centre d'instruction élémentaire de conduite.
La 19e brigade d'artillerie s'y trouve également depuis 2024.
À l'entrée du camp, sur le territoire de Balan, se trouve une chapelle. Elle est d'abord destinée au culte catholique, pour les militaires du camp ; néanmoins, certains offices communs à toute la paroisse, y conduisent des paroissiens de La Valbonne, de Balan et de Béligneux.

## Histoire
Implanté à la fin du XIXe siècle, le camp est d'abord constitué de tentes de toile pour le casernement des troupes puis de baraquements ; des aménagements plus importants auront lieu dans les années 1960.
L'école d'application pour le tir de l'infanterie était située sur le camp, au début du XXe siècle[réf. souhaitée].
L'Armée de Vichy aux ordres du maréchal Pétain se reconstruit progressivement. La plupart des cadres lui restent alors fidèles. Le 61e régiment d’artillerie est recréé au camp de La Valbonne, le 1er septembre 1940, par changement de nom du régiment d’artillerie de la 7e région, lui-même issu du 8e RAD. Deux groupes stationnent avec l’état-major à La Valbonne, un troisième s’installe à Sathonay-Camp, au Nord de Lyon. Une batterie sur les neuf est tractée, les autres sont hippomobiles. Mille deux cents hommes, six cents chevaux et trente-six canons composent ses effectifs.

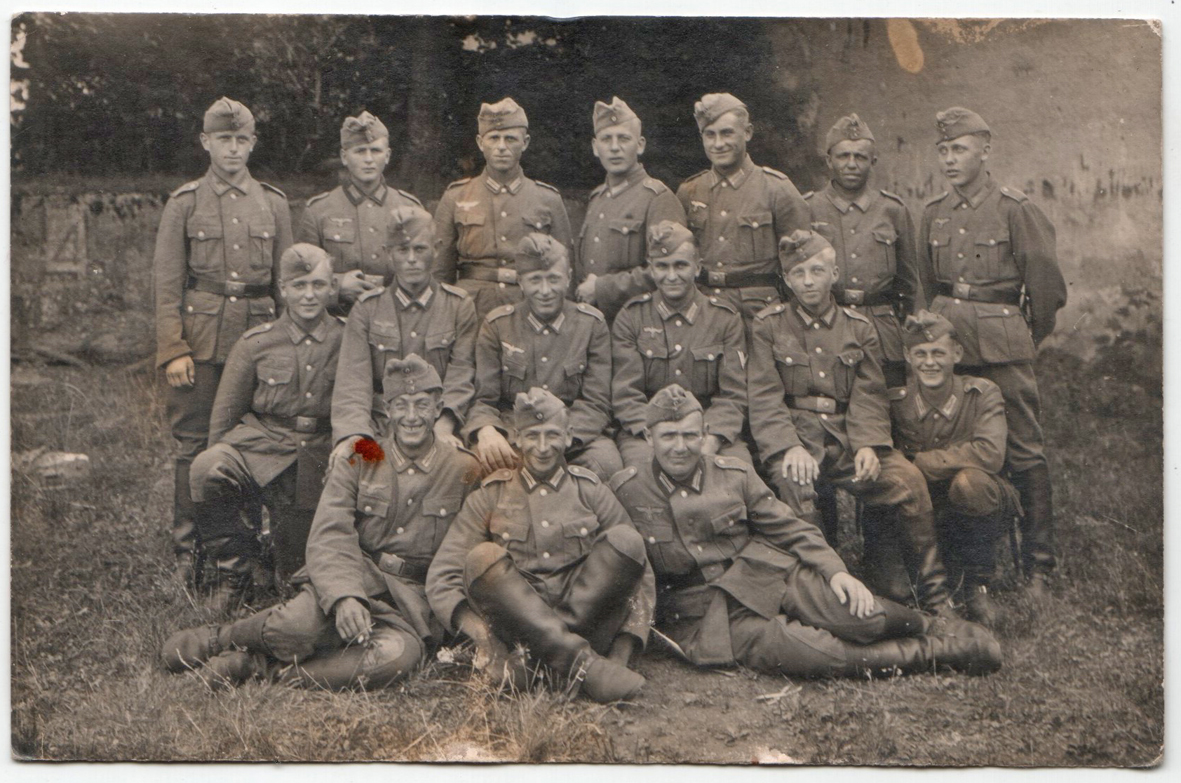
Section allemande stationnée au camp de La Valbonne - Eté 1943

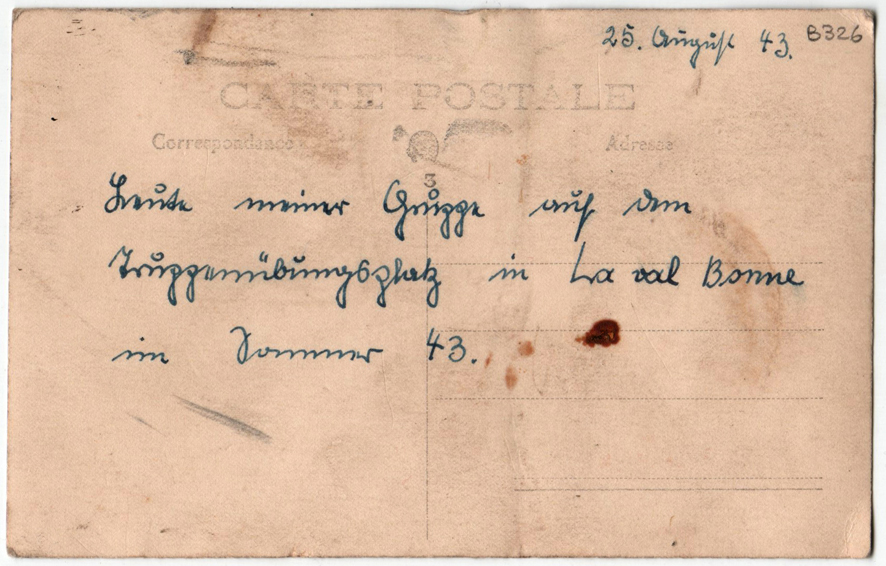
Section allemande au camp de la Valbonne - Eté 1943 - Verso

Lors de la bataille de Meximieux, le camp militaire, tenu par les forces d'Occupation, est en particulier attaqué par le camp Didier, un maquis basé entre Mionnay et Tramoyes.

## Autres aspects

### Zone naturelle protégée

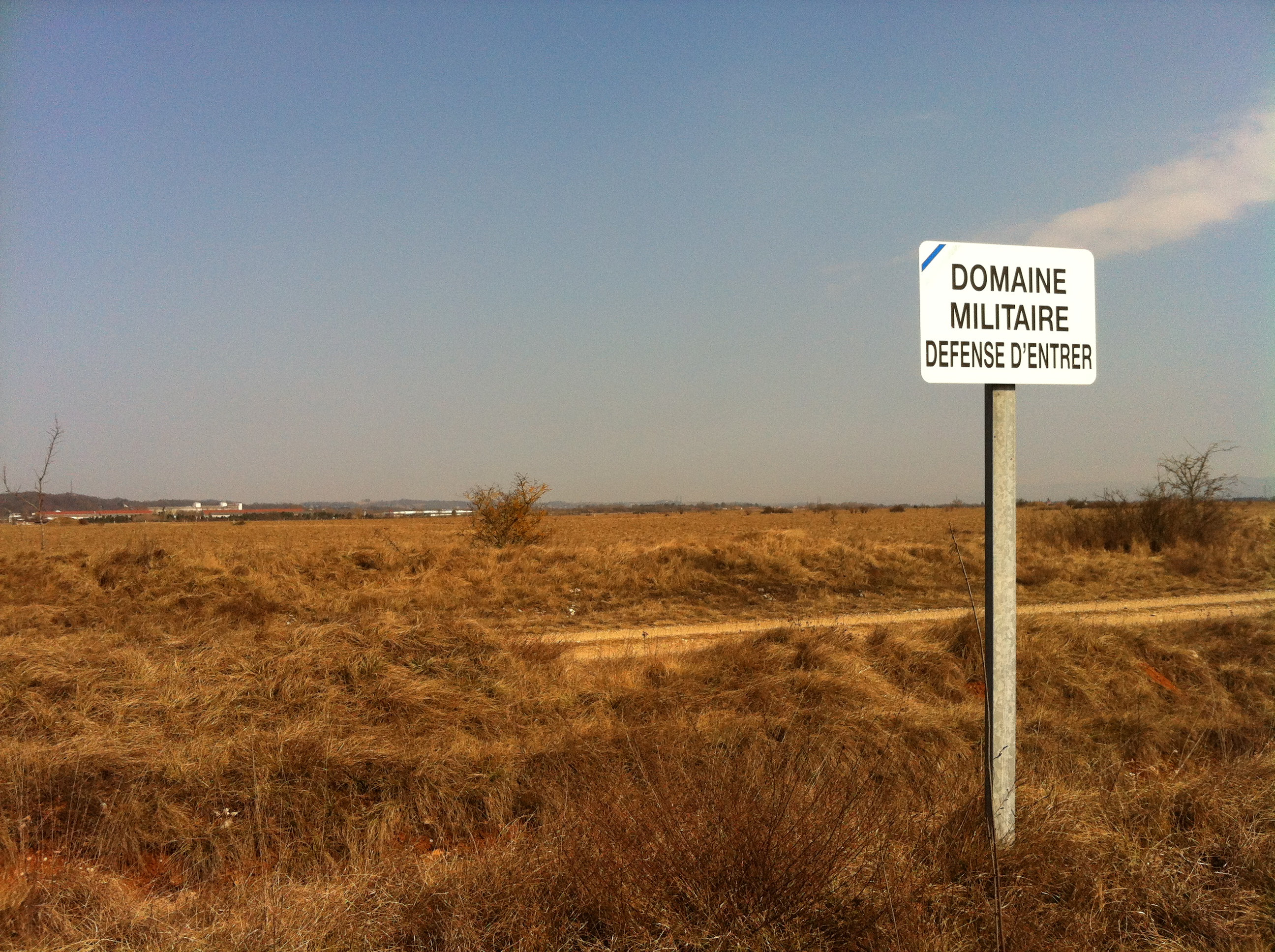
Pelouses sèches de La Valbonne, sur le camp militaire, à Saint-Maurice-de-Gourdans.

Le site est classé zone naturelle d'intérêt écologique, faunistique et floristique de type I sous le numéro régional n°01170001, il est aussi repris dans le réseau Natura 2000 comme zone de protection spéciale et site d'importance communautaire.

### Cinéma
En 2010, le film Les Lyonnais de Olivier Marchal est partiellement tourné au camp de La Valbonne. À noter, que ce film a été partiellement tourné dans d'autres lieux de l'Ain, en particulier à La Boisse (lycée de La Côtière).

### Personnalités en lien avec le camp de La Valbonne
- Roger Pingeon (vainqueur du Tour de France 1967) a commencé son service militaire en 1959 par sept mois au camp de La Valbonne[7].
- Florent Manaudou (champion olympique de natation en 2012) également soldat de l'Armée de terre (68e RAA) est affecté au camp de La Valbonne[8],[9].